# Naea Bennett
Naea Bennett (* 8. Juli 1977 auf Tahiti) ist ein ehemaliger tahitischer Fußballspieler und heutiger Trainer.

## Als Spieler

### Verein
Zur Saison 1995/96 debütierte Bennett für den heimischen Erstligisten AS Vénus in der Tahiti Ligue 1 und wechselte von dort 2001 zum Ligarivalen AS Pirae. Dort wurde er nationaler Meister und Torschützenkönig der OFC Champions League. Anschließend beendete der Stürmer im Sommer 2014 seine aktive Karriere.

### Nationalmannschaft
Von 1996 bis 2003 bestritt Bennett insgesamt 17 Länderspiele für die tahitische A-Nationalmannschaft und erzielte dabei zwölf Treffer. Vier Tore davon erzielte er im Gruppenspiel der Südpazifikspiele 2003 gegen Mikronesien (17:0).

### Erfolge
- Tahitischer Meister: 2014

### Auszeichnungen
- Torschützenkönig der OFC Champions League: 2013/14 (6 Tore)

## Als Trainer
Von März bis Juni 2018 war Bennett Interimstrainer der A-Nationalmannschaft von Tahiti. Anschließend übernahm er den Posten als  Cheftrainer seines ehemaligen Vereins AS Pirae und war dort bis 2022 aktiv. In dieser Zeit gewann er mit seiner Mannschaft drei Mal die nationale Meisterschaft und nahm an der FIFA-Klub-Weltmeisterschaft 2021 in den Vereinigten Arabischen Emiraten sowie mehrmals an der OFC Champions League teil.

### Erfolge
- Tahitischer Meister: 2020, 2021, 2022